# 藤井恵 (料理研究家)
藤井 恵（ふじい めぐみ、1966年 - ）は、日本の料理研究家、料理家、管理栄養士。

## 経歴
1966年、神奈川県川崎市に生まれる。女子栄養大学在学中からテレビ番組の料理アシスタントを務める。大学卒業と同時に結婚。妊娠と出産を機に、いったん家事に専念した。フード・コーディネーターを経て、料理研究家として独立した。雑誌や書籍、テレビなどで活動している。2003年から2021年までの18年間、テレビ番組『キユーピー3分クッキング』にレギュラー出演した。

## 著書

### 単著
- 『おいしいが、いっぱい。』（婦人生活社、2001年）
- 『おうちでできるカフェおやつデリごはん100menu』（主婦の友社、2001年）
- 『藤井さんちの通園べんとう』（婦人生活社、2002年）
- 『つまめるTSUMAMI』（文化出版局、2002年）
- 『楽勝!!おやつ』（NHK出版、2002年）
- 『包丁いらずのスライサーおかず』（永岡書店、2003年）
- 『藤井恵のママおやつ』（NHK出版、2004年）
- 『藤井恵さんの幸せごはん』（KADOKAWA、2004年）
- 『ごちそう温野菜』（永岡書店、2004年）
- 『藤井恵さんちの卵なし、牛乳なし、砂糖なしのおやつ』（主婦の友社、2004年）
- 『ミニフライパンひとつで毎日使える園児のおべんとう』（講談社、2005年）
- 『夕方、まだ明るいうちからビールをあけるしあわせ。』（主婦と生活社、2005年）
- 『おかずスープ』（地球丸、2005年）
- 『園児が喜ぶおべんとう』（大泉書店、2006年）
- 『子どもに贈る魔法のごはん』（アスコム、2006年）
- 『がんばらないで!まいにちパパッとごはん』（Gakken、2006年）
- 『おかずスープ2』（地球丸、2006年）
- 『藤井恵の居心地のいい家 私らしい暮らし』（KADOKAWA、2006年）
- 『藤井恵さんちの卵なし、牛乳なし、砂糖なしのフライパンおやつ』（主婦の友社、2006年）
- 『シンプルパスタ100』（サンリオ、2007年）
- 『ぜんぶ食べたよ幼稚園のおべんとう』（ベネッセコーポレーション、2007年）
- 『藤井恵の朝、10分でのっけべんとう』（講談社、2007年）
- 『藤井恵の香味野菜レシピ』（家の光協会、2007年）
- 『フードプロセッサーの料理レシピ』（エムシープレス、2007年）
- 『ホットケーキミックスで大好き!お菓子』（Gakken、2007年）
- 『圧力鍋の料理レシピ』（エムシープレス、2007年）
- 『ひとり分のおかずスープ』（地球丸、2008年）
- 『藤井恵さんちの家族を元気にするごはん』（主婦の友社、2008年）
- 『藤井恵のヤサイおやつ』（家の光協会、2008年）
- 『野菜たっぷり、のおつまみとおかずの本』（主婦と生活社、2008年）
- 『野菜たっぷり 新どんぶりスタイル』（主婦と生活社、2008年）
- 『藤井恵のハンバーグ!ハンバーグ!』（小学館、2009年）
- 『藤井恵のオーガニックな植物オイルレシピ』（日東書院本社、2009年）
- 『カンタン!ヘルシー!ボリューム満点!サラダごはん』（Gakken、2009年）
- 『超かんたん!手づくりパンと中華まん』（家の光協会、2009年）
- 『野菜たっぷり、の週末ビール会おつまみレシピ』（主婦と生活社、2009年）
- 『まいにちまぜごはん』（地球丸、2009年）
- 『そうだ、今日も鍋にしよう!』（講談社、2009年）
- 『藤井さんちのおいしいおせちとお正月のごちそう』（主婦と生活社、2010年）
- 『「おかず2品」でちゃーんと作れるおべんとう、の本。』（主婦と生活社、2010年）
- 『ガッツリ食べてやせられる! 男のやせ弁』（講談社、2010年）
- 『これ1冊で和食洋食中華が作れるようになる本』（主婦と生活社、2010年）
- 『卵なし 牛乳なし 白砂糖なし 藤井恵さんちのぷるるんナチュラルスイーツ』（主婦の友社、2010年）
- 『ハーブとスパイスで楽しむ毎日のおかずとごちそう』（マイナビ出版、2010年）
- 『ラクする一品ごはん』（主婦と生活社、2010年）
- 『卵なし、牛乳なし、砂糖なしの焼き菓子』（主婦の友社、2010年）
- 『藤井恵の調味料を極めるレシピ125』（実業之日本社、2010年）
- 『産地直伝 本当においしい野菜のレシピ』（家の光協会、2011年）
- 『作りおきでおいしい日替わり弁当』（日本文芸社、2011年）
- 『チャチャッ!と15分おかず』（扶桑社、2011年）
- 『まるごとおいしい鶏肉レシピ』（永岡書店、2011年）
- 『たった3品でOK! 季節のお出かけ&持ちより弁当』（講談社、2012年）
- 『やっぱりママのおべんとうが好き!』（PHP研究所、2012年）
- 『いも・栗・かぼちゃ・豆の料理とお菓子』（ルックナゥ、2012年）
- 『出る。効く。 カラダが変わる、おいしいスープ』（新星出版社、2012年）
- 『薬味で料理上手 しょうが、にんにく、ねぎ!』（NHK出版、2012年）
- 『卵、牛乳、砂糖なし お菓子じゃないパウンドケーキ』（文化出版局、2012年）
- 『体の調子をととのえる健康常備おかず』（PHP研究所、2013年）
- 『やせつまみ100』（主婦と生活社、2013年）
- 『缶つまみ&缶おかず100』（主婦と生活社、2013年）
- 『おいしいきほんの料理』（永岡書店、2014年）
- 『のっけサラダ100』（主婦と生活社、2014年）
- 『やせぐせおかず』（主婦の友社、2014年）
- 『飲める献立』（新星出版社、2015年）
- 『ラクちんべんとう400』（Gakken、2015年）
- 『シニアのための健康ひとり分ごはん』（マイナビ出版、2015年）
- 『藤井恵 わたしの家庭料理』（オレンジページ、2015年）
- 『もっと!やせつまみ100』（主婦と生活社、2015年）
- 『「味つけ冷凍」の作りおき』（文化出版局、2015年）
- 『藤井恵のおかずだれ』（日本文芸社、2015年）
- 『バターを使わない まいにちグラタン』（日本文芸社、2015年）
- 『よりぬきおかずスープ』（地球丸、2015年）
- 『からだが喜ぶ!藤井恵のおうちごはん』（世界文化社、2015年）
- 『下ごしらえおかず』（扶桑社、2016年）
- 『簡単!おいしい!藤井恵のひとり分ごはん』（世界文化社、2016年）
- 『から揚げ、つくね、そぼろの本』（主婦と生活社、2016年）
- 『私の好きな薬味たっぷりレシピ』（家の光協会、2016年）
- 『のせて焼くだけオーブンレシピ』（永岡書店、2016年）
- 『藤井恵さんの体にいいごはん献立』（Gakken、2016年）
- 『藤井恵 ていねいな家庭料理』（オレンジページ、2016年）
- 『からだが喜ぶ!藤井恵の豆腐レシピ』（世界文化社、2017年）
- 『のっけ弁100』（主婦と生活社、2017年）
- 『からだが喜ぶ!藤井恵のおつまみ献立』（世界文化社、2017年）
- 『ギョウザ、春巻き、肉団子の本』（主婦と生活社、2017年）
- 『藤井恵さんの体にいい和食ごはん』（Gakken、2017年）
- 『もやし100レシピ』（Gakken、2018年）
- 『藤井恵とっておきの晩酌レシピ』（世界文化社、2018年）
- 『体にうれしい藤井恵のまいにち納豆』（家の光協会、2018年）
- 『動画でわかる!藤井恵の基本のお料理教室』（世界文化社、2018年）
- 『藤井恵の「すぐ使えるストック」』（文化出版局、2018年）
- 『藤井恵の四季のおうちごはん』（主婦と生活社、2019年）
- 『家庭料理のきほん200』（主婦と生活社、2019年）
- 『和えサラダ』（主婦と生活社、2019年）
- 『「万能無水鍋」におまかせ!毎日のごはん』（文化出版局、2019年）
- 『藤井弁当』（Gakken、2020年）
- 『50歳からのからだ整え2品献立』（主婦と生活社、2020年）
- 『3分クッキング 永久保存版シリーズ 藤井 恵 傑作選』（KADOKAWA、2020年）
- 『藤井恵の野菜をたっぷり食べるワザ!』（NHK出版、2020年）
- 『藤井恵 繰り返し作りたい定番料理』（主婦の友社、2020年）
- 『藤井恵の腹凹ごはん』（日経BP、2020年）
- 『はじめての「味付け冷凍」』（文化出版局、2020年）
- 『居酒屋 ふじ井』（永岡書店、2020年）
- 『プラスでおいしく!鶏むね88レシピ』（扶桑社、2020年）
- 『藤井恵の免疫力を高めるかんたんごはん』（家の光協会、2021年）
- 『身体に優しい長生きスープ』（扶桑社、2021年）
- 『世界一美味しい!やせつまみの本』（主婦と生活社、2021年）
- 『藤井恵さんのむずかしくないお魚レシピ』（講談社、2021年）
- 『おいしいレシピができたから』（主婦の友社、2021年）
- 『超速!レンチン弁当』（扶桑社、2021年）
- 『「からだ温め」万能だれで免疫力アップごはん』（主婦と生活社、2021年）
- 『藤井ちゃんこ』（Gakken、2021年）
- 『藤井恵の毎日大豆』（主婦の友社、2021年）
- 『植物性たっぷり×動物性ちょっぴり おいしすぎるたんぱく質おかず』（新星出版社、2022年）
- 『すぐに作れる「あと一品!」』（成美堂、2022年）
- 『藤井恵の「からだが整う」おかゆ』（文化出版局、2022年）
- 『適塩でごはん革命 塩分ひかえめでもとびきりおいしいレシピ』（扶桑社、2022年）
- 『ふたりときどきみんなでご飯』（エムディエヌコーポレーション、2022年）
- 『毎日食べてきれいになる酸っぱくないお酢料理 レモン料理』（家の光協会、2022年）
- 『料理研究家・藤井恵 おいしくてからだが整う、傑作レシピ選』（オレンジページ、2022年）
- 『藤井恵のちょっと具合のわるいときの食事』（婦人之友社、2022年）
- 『藤井恵さんの更年期ごはん』（世界文化社、2022年）
- 『藤井恵の季節を味わう野菜ストック』（扶桑社、2023年）
- 『藤井恵さんのわが家のとっておき韓国ごはん』（Gakken、2023年）
- 『10年後、20年後の私をつくる 藤井恵の健美ごはん』（女子栄養大学出版部、2023年）
- 『からだ整えおにぎりとみそ汁』（主婦と生活社、2023年）
- 『THE藤井定食』（ワン・パブリッシング、2023年）
- 『藤井恵の「粉だし」のすすめ』（文化出版局、2023年）

### 共著
- 『のっけめん100』（つむぎやと共著、主婦と生活社、2012年）
- 『みんなの夜9時ごはん』（植木もも子・栗山真由美・笠井奈津子・水越強と共著、新星出版社、2013年）
- 『のっけレシピベスト190』（つむぎやと共著、主婦と生活社、2018年）
- 『最速お腹やせレシピ』（奥田昌子と共著、マガジンハウス、2019年）
- 『世界一美味しい!のっけレシピの本』（つむぎやと共著、主婦と生活社、2021年）

## 出演
- キユーピー3分クッキング（日本テレビ）

2003年3月24日・25日・26日（《番組特集》「春休み親子クッキング」講師）
2003年4月7日 - 2021年3月19日（レギュラー講師）